# Jean-Luc Morel
Jean-Luc Morel est un parolier français et auteur de textes pour enfants né le 14 février 1950 à Calais.

## Biographie
À l'âge de treize ans, il est admis au Petit Conservatoire de la chanson de Mireille[réf. souhaitée].
Repéré à l'âge de seize ans par Charles Trenet, il est parrainé par Ricet Barrier, il entre à la SACEM au cours de l'année 1966  et enregistre son premier succès Patrick l'Irlandais interprété par Les Frères Jacques. Par la suite il se consacre entièrement à l'écriture de poèmes et de chansons pour un grand nombre d'interprètes dont Les Frères Jacques, Catherine Sauvage, Barbara, Philippe Clay, Graeme Allwright, Nana Mouskouri, Colette Renard, Tino Rossi, Annie Cordy et Michel Leeb. Dans les années soixante dix, Eddie Barclay lui fait écrire des chansons Des Mots et des Gestes et Monsieur Pagnol pour Mireille Mathieu, Comme tu dois avoir froid pour Dalida et de nombreux titres pour différents artistes de son label.
Il est le créateur des personnages de la série télévisée d'animation franco-canadienne de 130 épisodes Les Babalous. Cette série obtient un grand succès dans de nombreux pays.
Il est également l'auteur de plusieurs chansons figurant dans le conte musical La Fugue du Petit Poucet, œuvre inspirée par l'écrivain Michel Tournier. Il prend sa retraite à Saint-Malo en Bretagne.

## Principaux succès[1]
- La Chanson d'Heidi (générique de la série télévisée)
- Le Chien abandonné (Jean Rochefort et Gérard Gustin)
- L'Amour interdit (Franck Fernandel)
- Le Camionneur rêveur (Renaud)
- Métro République (Denis Pépin)
- Tu n'es plus là cet automne (Nana Mouskouri)
- Patrick l'Irlandais (Les Frères Jacques)
- Confidences sur la fréquence (Dalida)
- Attendez (Catherine Sauvage)
- La Petite Route (Graeme Allwright)
- Adios Dolores